# Sergio Franzoi
Sergio Franzoi (10 juillet 1929 - 16 février 2022) est un peintre et enseignant italien, l'un des derniers représentants du courant vénitien post-expressionniste en Italie.
Il s'est formé, comme d'autres artistes, lors des expositions collectives de la Fondation Bevilacqua La Masa. À partir des premières peintures réalistes des années cinquante, il a développé une réinterprétation de plus en plus personnelle de l'expressionnisme, atteignant le point, après vingt ans d'activité, de peindre non seulement des sujets humains mais aussi des formes biomorphiques. De 1948 jusqu'au début des années 2000, il a participé à des expositions régionales, nationales et internationales, recevant divers prix, dont le Prix de Peinture de la Ville de Gallarate en 1950, le Prix de Suzzara en 1951 et 1957, et le Prix de Burano en 1953 et 1956. Ses œuvres sont aujourd'hui présentées dans des expositions d'art publiques et privées, tant en Italie qu'à l'étranger.

## Biographie
Sergio Franzoi est né sur l'île du Lido de Venise le 10 juillet 1929, où il a passé son enfance sous le régime fasciste de Mussolini. Il a développé une grande partie de son activité artistique dans sa jeunesse avant de déménager dans la ville de Venise vers les années 1960. Son père était un entrepreneur du bâtiment à Venise, et c'est là que Sergio Franzoi s'est inscrit au lycée artistique en 1943, au plus fort de la Seconde Guerre mondiale, où il a pu développer ses premières compétences artistiques et picturales en s'adonnant également à des activités autodidactes. Il a ensuite poursuivi ses études en 1947 lorsqu'il a fréquenté l'école de formation artistique supérieure (école de peinture) de l'Académie des beaux-arts de Venise, où il a étudié avec Giuseppe Cesetti et a obtenu son diplôme en 1952.

### Les premiers pas dans les expositions collectives
De 1948 à 1963, il a participé pendant quinze ans à presque toutes les expositions annuelles de la Fondation Bevilacqua La Masa, à l'exception des éditions de 1951 et 1954, remportant de nombreux prix pour la peinture,.
Les premières œuvres présentées aux expositions collectives étaient caractérisées par les thèmes typiques de cette époque. Des scènes de travail aux accents sociaux (Pescherecci, 1948, Pescatori", 1952), on passait ensuite à des vues et des paysages (Caldonazzo, 1949, Capanne sulla spiaggia, 1950, Case a Burano, 1953, Paesaggio di Marghera, 1953 et Paesaggio di Malamocco, 1953).
En 1948, à dix-neuf ans, alors qu'il était encore étudiant à l'Académie des beaux-arts de Venise, il a participé pour la première fois à la 36e édition de la Bevilacqua La Masa, présentant la peinture Pescherecci.
En 1956, le premier prix pour Franzoi est enfin arrivé. Il s'agissait du troisième prix ex aequo dans la section de la peinture, partagé avec Paolo Meneghesso. Les tableaux présentés qui lui ont valu la troisième place dans le cadre du prix artistique étaient: Paesaggio di Olanda, Rimorchiatore in laguna et Paesaggio Olandese, trois tableaux qui faisaient référence à la peinture réaliste et qui ne s'éloignaient pas beaucoup de ses premières œuvres des années précédentes. Sa présence à l'exposition vénitienne des artistes sera suivie de nombreuses autres, au total seize, toutes récompensées.

### Le succès des années cinquante et soixante
Dans les années 1950, Franzoi a participé à d'autres concours de peinture dans la région vénitienne, notamment le Premio Burano (sur l'île éponyme) avec des tableaux caractérisés par des scènes lagunaires, comme Tramonto (1956), qui reprenaient en partie les caractéristiques de son activité artistique de jeunesse.
Au-delà des concours locaux, ses œuvres ont également commencé à être présentes dans des expositions nationales, telles que la Mostra Nazionale per le Arti Figurative qui s'est tenue à Rome en 1950 et certaines expositions milanaises comme la Mostra della Realtà Poetica à la Galerie Salvetti en 1952 et le Prix de Peinture San Fedele en 1956, ainsi que sa participation à la Biennale Internazionale dei Giovani de Gorizia en 1958.
Entre la fin des années cinquante et les années 1960, il a également organisé plusieurs expositions personnelles avec la Fondation Bevilacqua la Masa en 1959, 1961, 1963 et 1967.
En 1960 Franzoi a remporté, avec l'œuvre Amanti, le deuxième prix ex aequo aux côtés de Miro Romagna, Sergio Perolari et Domenico Boscolo, tous peintres de l'art figuratif et fortement attachés à la tradition. La peinture Amanti représentait une scène d'une grande lyrisme entre deux figures nues entourées de larges coups de pinceau noirs, une caractéristique qui sera fondamentale dans les productions de l'artiste.
L'année suivante, il arriva à nouveau en deuxième place dans la catégorie de la peinture à la Bevilacqua avec l'œuvre I sopravvissuti, reprenant l'art figuratif de l'édition précédente mais modifiant la composition en faveur d'une vision plus vaste : au lieu de représenter deux figures en premier plan, comme dans l'œuvre précédente, ces nouvelles compositions montraient quatre figures, l'une d'entre elles tenant un enfant dans ses bras, selon un schéma qui pourrait être qualifié de presque archaïque. Au cours de cette même édition, Franzoi présenta également une autre peinture, Il clown, qui était une œuvre cohérente avec les précédentes pour lesquelles il avait remporté le deuxième prix l'année précédente. Le tableau présentait un réalisme clairement influencé par l'espressionismo nordique avec des figures aux tons épurés. Ces tableaux le propulsent sur la scène nationale en tant que l'un des jeunes talents les plus prometteurs de cette époque, lui permettant, en 1961, de participer à la Biennale d'Arte Triveneta de Padova, et deux ans plus tard à l'édition du prestigieux Premio Nazionale di Pittura "F. P. Michetti" à Francavilla al Mare.
À cette époque, il était déjà devenu un artiste établi. En effet, dès 1962, il avait exposé dans de nombreuses expositions collectives à Venise et dans d'autres villes italiennes, notamment à Rome et Milan. On peut citer, en 1951, l'Exposition nationale des Académies des beaux-arts à Naples et, en 1959, l'Exposition nationale de la peinture Acquario à Pontedera à l'occasion du IXe Prix Pontedera. De plus, il avait participé à presque toutes les expositions collectives de la Bevilacqua La Masa à partir de 1948, devenant ainsi un nom bien connu dans la région vénitienne, s'étendant également au niveau national.
Entre-temps, en 1954, il était devenu enseignant à l'Académie des Beaux-Arts de Venise ; un rôle qu'il abandonnera plus tard pour la chaire d'ornement modelé au Lycée Artistique de Venise, où il enseignera jusqu'à sa retraite au début des années 1990. Dans les années cinquante, il avait déjà reçu de nombreuses distinctions en Italie, participant à divers concours artistiques tels que le Prix de Peinture de la Ville de Gallarate en 1950, le Prix Burano en 1953 et en 1956, ainsi que le Prix Suzzara en 1951 et en 1957, qui ne sont que quelques exemples.
En 1964, après une sélection, Franzoi retourna à Rome pour participer à la IX Quadriennale où l'artiste présentait trois œuvres intitulées Figura n. 1, n. 2 et n. 3. En 1968, son travail débarquait et suscitait également de l'intérêt en dehors du territoire national, parvenant à se présenter en territoire égyptien lors de la VII Biennale de la Méditerranée à Alexandrie en Égypte.

### Le premier prix de la50eédition
Après de nombreuses participations, Franzoi réussit à remporter le 1er prix de peinture avec la toile à l'huile Dopo la catastrofe, lors de la 50e édition de la collective organisée par la Fondation Bevilacqua la Masa entre 1962 et 1963,,.
Le choix du jury de la Bevilacqua La Masa d'attribuer le premier prix à Franzoi a été qualifié de « peu courageux » par certains, car il a porté sur un artiste traditionnel: les trois peintures présentées par Franzoi (Dopo la catastrofe, Nudo et Uomo con fiore) étaient en effet des peintures de figuration avec des traits caractéristiques de la peinture expressionniste, avec des contours épais et une simplification des formes qui deviendraient beaucoup plus importante dans les années 1970, conduisant à des résultats différents. En particulier, la dernière peinture Nudo représentait une figure féminine nue et allongée, peinte dans le style rugueux et le trait noir habituel qui caractérisait la majeure partie de sa production de cette époque. Franzoi a ensuite abandonné la représentation naturaliste au profit d'une peinture de plus en plus épurée, avec des références organiques mais plus figuratives,. Ainsi, le premier prix décerné à Franzoi lors de la 50e édition reste l'un des exemples les plus emblématiques de la ligne classiquement traditionaliste que la fondation vénitienne avait maintenue dans les années 1960. Cette peinture, ainsi que d'autres de ses œuvres, est aujourd'hui conservée à la Galleria internazionale d'arte moderna de Ca' Pesaro à Venise.

### Les années 1970 et la mosaïque dans l'ancien Hôpital de la Mer du Lido de Venise
Pendant les années 1970 suivantes, étant désormais un artiste mature, il se présente en tant que tel lors de certaines expositions personnelles à Venise. Parmi celles-ci, on compte celle qui s'est déroulée à la Fondazione Querini Stampalia en 1970, celle organisée l'année suivante à la Galerie d'Art "Il Traghetto" et celle de 1973 à Mestre, à la Galerie Acquario. Il participe également à quelques prix de peinture, dont le Prix de Peinture de Bassano Del Grappa en 1971 et le Prix de Peinture Carlo Dalla Zorza à Asolo en 1979. En 1974, il participe à la Mostra Nazionale di Arti Figurative au Castello Sforzesco à Milan,.
Dans sa vie artistique, Franzoi a également créé quelques croquis et toiles pour des mosaïques avec des motifs abstraits décoratifs. À noter, le travail accompli en 1975, comprenant une série de cinq dessins ou croquis préparatoires composés de cinq sujets pour une mosaïque commandée à la Scuola Mosaicisti del Friuli au nom de l'ancien Hôpital Civil du Lido de Venise. Les croquis ont été réalisés avec une technique mixte, utilisant la peinture à la tempera ou la tessellation.
Plus précisément, les œuvres produites représentent des « flèches », toutes appartenant au même noyau créatif abstrait, caractérisé par des nuances chromatiques jouant sur l'idée de mouvement. La technique de tessellation, bien que non scientifique, renforce le dynamisme des œuvres, rendant même les "cartons-tapis" eux-mêmes colorés et presque ornementaux.
En particulier, les sujets des croquis numéro 3 et 4 présentent une figure centrale entière entourée d'autres figures abstraites fragmentées qui apparaissent allongées et marquées de tons bleus-azur et de taches rougeâtres. À l'arrière-plan, on trouve des nuances plus claires de blanc et de beige doré. Le dynamisme extrême des œuvres est fondamentalement dû à deux éléments récurrents: le premier concerne le choix d'utiliser des couleurs claires pour l'arrière-plan qui communique un sentiment de mouvement, le second est l'utilisation de lignes blanches représentant des axes qui relient les différentes figures vers l'extérieur. La technique de la tessellation utilisée par Franzoi pour l'exécution des cartons rend le résultat de l'œuvre déjà clair. Le tout a ensuite été réalisé en marbres et émaux, en traitement direct sur plaque de ciment par application avec un adhésif cimentaire.
Le mosaïque réalisée et achevée est aujourd'hui visible à l'intérieur de l'ancien Hôpital Civil du Lido de Venezia dans la zone de la piscine intérieure donnant sur la plage, sur le mur nord-est du complexe. Les dessins et les cartons préparatoires sont quant à eux conservés à Spilimbergo dans la province de Pordenone à la Galerie et aux archives de l'École des Mosaïstes du Frioul.

### La fin de l'activité artistique et la mort
À partir des années quatre-vingt, les participations à des expositions collectives diminuent pour donner lieu à quelques expositions personnelles en 1989, 1998 et en 2000.
Ce qui peut être considéré comme une véritable apogée de son parcours artistique est l'exposition et le séminaire de 1982 auxquels Franzoi a participé et qui ont été organisés à Venise par le Département d'Histoire et de Critique des Arts de l'Université Ca' Foscari, sur invitation du célèbre critique d'art Giuseppe Mazzariol. Il a également participé à l'événement d'exposition de 1984 à la Galerie Bevilacqua La Masa intitulé "Chronique 1947-1967".
Les dernières décennies de son parcours artistique ont été caractérisées par des enquêtes raffinées et élégantes sur le nu féminin ; des signes et des couleurs particuliers se sont associés dans ses œuvres artistiques pour redécouvrir le corps humain comme une sorte de paysage.
Franzoi a conclu sa carrière au cours de la première décennie des années 2000 après plus de soixante ans d'activité artistique, en participant à ses dernières expositions et manifestations.
Sergio Franzoi meurt à Venise le 16 février 2022 à l'âge de 92 ans. Il est enterré au cimetière monumental de "San Michele" sur l'île à Venise.

## Style et conception de l'art
Sergio Franzoi s'est approché de la peinture à partir d'une expérience initiale telle que la vision de la mer, les pêcheurs qui faisaient la traîne des filets sur la plage en face du grand reflet du soleil sur les vagues, l'émergence changeante et captivante des phénomènes sur l'arrière-plan infini et éblouissant de la lumière, la frontière incertaine et séduisante entre le proche et le connu, et l'inconnaissable. De telles images se retrouvent dans ses œuvres de jeunesse, mais bientôt l'univers captivant et intrigant de l'éros l'a attiré.
Encore des plages ou des endroits indéterminés où la débauche des rythmes assourdissants ne s'est pas encore aventurée, la pourriture sucrée après le bain, l'avalanche incontrôlable de la publicité. Des espaces où les rêves dansent sur les trajectoires des regards - des chemins insondables du désir - où éclosent des aventures inattendues, douces conjonctions, pénétrations, étreintes chaleureuses, dans le mélange doux des chairs. … Intenses Paysages de vie, les a une fois définis Giuseppe Mazzariol, "... Rien d'autre. Parfois, la fleur d'une bouche, l'amande fine de l'œil ou du sexe s'ouvre à la présence. Un grand calme émane de ces traces supines où le blanc prédomine et unifie". Et en effet, les figures et les paysages se confondent alors que l'imagination s'aventure sur des sentiers destinés à se perdre dans le tourbillon du mouvement de la fantaisie, dans une succession inépuisable de rencontres et de situations. Cependant, il ne faut pas penser, dans le cas de Franzoi, à une peinture narrative facile. Il ne s'agit en fait pas d'un peintre naturaliste tranquille se contentant de reproduire simplement ce qu'il voit.
Il est bien conscient de l'autonomie de la peinture, n'ignorant pas que l'art a ses propres lois, ses propres constructions, ses propres chemins, et que les liens mystérieux et merveilleux qui la relient au monde sont nombreux. L'approche de Franzoi envers le langage essentiellement métaphorique de la peinture est tout sauf naïve. Il ne reconnaît pas seulement ses libertés, mais pressent aussi l'usure possible, le risque toujours présent de l'aphasie, peut-être en raison du virtuosisme représentatif, de la redondance, de la répétitivité banale ou d'une sensibilité excessive. Ce n'est pas un hasard si, pour éviter de tels dangers, il s'autolimite en contraignant ses qualités innées dans des parcours délibérément arides et difficiles.
Artiste très doué, à bien des égards, il aborde en effet l'image plastiquement, comme un sculpteur, bouleversant subtilement les fondements mêmes de la construction traditionnelle du tableau. Ainsi, le clair-obscur est presque éliminé en faveur de l'imminence et de la quasi-physicité de la surface, tandis que la consistance des volumes est traduite dans la difficile complexité de hiéroglyphes formels articulés. Tout cela alors que même la couleur perd sa propriété habituelle de percolation, ne s'étendant pas en zones, mais se concentrant plutôt en stries contrastées et comme externes, ou se coagulant allusivement sur les contours linéaires. Le tableau vit ainsi explicitement d'une double nature, en tant qu'espace à la fois physique et virtuel. Pour y entrer, le réel doit alors passer à travers le filtre de la psyche, de l'imagination, de la raison, de l'instinct, trouver une configuration particulière et irrépétable capable de transformer le phénomène, les choses, le monde, en icône.
Bien sûr, Franzoi n'aborde pas une tâche aussi difficile sans se munir des outils appropriés : dans ses œuvres, émergent ici et là les souvenirs des silhouettes des hippodromes maremmani de langue française, les enseignements raffinés de Braque, et les fantasmes rêveurs de Klee, les ondulations élégantes et enveloppantes de Modigliani, et peut-être avec une insistance accrue, les échos les plus tourmentés et venimeux des linearismes de Klimt et Schiele.
Cependant, il ne s'agit pas simplement d'un répertoire, même si raffiné, de juxtapositions stylistiques, ne serait-ce que par le fait que la manière de composer le tableau a radicalement changé avec le temps: alors que dans ses premières œuvres, l'image semblait « centrée », presque dominant l'espace, elle se disperse maintenant sur toute la surface, probablement pour signifier la perte de toute certitude et de tout fondement caractéristique de notre époque, et pourtant, comme l'a écrit le grand Virgilio Guidi, avec la peinture de Franzoi, nous sommes toujours « … dans les régions de l'homme ». En effet, il y a une confiance irrépressible d'une ancienne tradition humaniste qui guide et soutient sa lutte contre l'interchangeabilité et la multiplication infinie qui semblent caractériser le monde chaotique dans lequel nous sommes plongés. Pour Franzoi, chaque peinture, chaque œuvre doit se distinguer par la forme, fruit d'un lien irréprochable établi entre l'être et la totalité. Seule la rigueur de la forme peut en effet permettre une certaine dignité - un mot désuet dans le vocabulaire courant - également comprise comme la possibilité de comparaison et de jugement, dans une tension constante d'ordre moral au mieux.
Timide et renfrogné dans sa rude et fière douceur, Sergio Franzoi, au milieu du bruit confus des systèmes contemporains désormais souvent incompréhensibles, continue de ressentir la nécessité civile d'élever son hymne à l'amour, une énergie universelle qui unit et fait fleurir les êtres, convaincu comme le Fédon du platonisme que :

« [178][c] […] en réalité, ce qui doit guider toute la vie des hommes destinés à vivre de manière belle, c'est quelque chose que ni la parenté, ni les honneurs, ni la richesse, ni rien d'autre ne peuvent nous inculquer avec une telle beauté, [d] sinon l'amour. Et par cela, que veux-je dire ? La honte des bassesses et l'aspiration aux nobles choses : car sans elles, il n'est pas possible ni à une cité, ni à un individu, d'accomplir de grandes et belles œuvres. »

— Extrait du discours de Phèdre dans l'œuvre Symposium de Platon. Versets 178 [c] et [d]
« [178] [c] [...] ὃ γὰρ χρὴ ἀνθρώποις ἡγεῖσθαι παντὸς τοῦ βίου τοῖς μέλλουσι καλῶς βιώσεσθαι, τοῦτο οὔτε συγγένεια οἵα τε ἐμποιεῖν οὕτω καλῶς οὔτε τιμαὶ οὔτε πλοῦτος οὔτ' ἄλλο [d] οὐδὲν ὡς ἔρως. λέγω δὲ δὴ τί τοῦτο; τὴν ἐπὶ μὲν τοῖς αἰσχροῖς αἰσχύνην, ἐπὶ δὲ τοῖς καλοῖς φιλοτιμίαν· οὐ γὰρ ἔστιν ἄνευ τούτων οὔτε πόλιν οὔτε ἰδιώτην μεγάλα καὶ καλὰ ἔργα ἐξεργάζεσθαι. »

## Activité d'exposition
- 1948 - Venise, 36e Exposition collective à la Galleria Bevilacqua La Masa
- 1949 - Venise, Exposition nationale des Académies des beaux-arts
- 1949 - Venise, 37e Exposition collective à la Galleria Bevilacqua La Masa
- 1950 - Rome, Exposition nationale des arts figuratifs
- 1950 - Venise, 38e Exposition collective à la Galleria Bevilacqua La Masa
- 1950 - Gallarate, Prix national de peinture Città di Gallarate
- 1951 - Naples, Exposition nationale des Académies des beaux-arts
- 1951 - Venise, Exposition du Prix Burano
- 1951 - Suzzara, IVe Prix Suzzara
- 1951 - Venise, 39e Exposition collective à la Galleria Bevilacqua La Masa
- 1951 - Venise, Exposition du Delta
- 1952 - Venise, Groupe de 8 jeunes peintres
- 1952 - Rome, IIe Olympiades culturelles de la jeunesse
- 1952 - Venise, 40e Exposition collective Bevilacqua La Masa
- 1952 - Milan, Exposition de la Réalité Poétique - Galleria Salvetti
- 1953 - Venise, Exposition du Prix Burano
- 1953 - Milan, Exposition nationale des Académies des beaux-arts
- 1953 - Venise, 41e Exposition collective Bevilacqua La Masa
- 1955 - Cesenatico, IVe Prix de Peinture Cesenatico
- 1955 - Venise, 43e Exposition collective Bevilacqua La Masa
- 1955 - Legnago, Prix de Peinture Città di Legnago
- 1956 - Venise, Exposition du Prix Burano
- 1956 - Milan, Prix de Peinture San Fedele
- 1956 - Venise, 44e Exposition collective Bevilacqua La Masa
- 1956 - Mirano, Prix de Peinture Città di Mirano
- 1957 - Suzzara, Xe Prix Suzzara
- 1957 - Venise, 45e Exposition collective Galleria Bevilacqua La Masa
- 1958 - Gorizia, VIe Exposition internationale des arts figuratifs
- 1958 - Bergame, Prix Dalmine
- 1958 - Venise, 46e Exposition collective Galleria Bevilacqua La Masa
- 1959 - Pontedera, IXe Prix Pontedera - Exposition nationale de la peinture "Acquario"
- 1959 - Venise, 47e Exposition collective Galleria Bevilacqua La Masa
- 1959 - Venise, Exposition des artistes primés - Exposition collective Galleria B.LM.
- 1959 - Venise, Exposition personnelle Galleria Bevilacqua La Masa
- 1960 - Venise, 48e Exposition collective Galleria Bevilacqua La Masa
- 1961 - Padoue, XIVe Biennale d'Art Triveneta
- 1961 - Copparo, Prix Copparo Exposition d'art interrégionale
- 1961 - Venise, Exposition personnelle Galleria Bevilacqua La Masa
- 1961 - Venise, Exposition collective de peintres vénitiens
- 1961 - Venise, 49e Exposition collective Galleria Bevilacqua La Masa
- 1962 - Venise, Galleria Il Canale - Exposition de jeunes peintres vénitiens
- 1962 - Rovigo, Exposition interprovinciale d'art
- 1962 - Venise, 50e Exposition collective Galleria Bevilacqua La Masa
- 1963 - Francavilla al Mare, XVIIe Prix national de peinture "F.P. Michetti"
- 1963 - Venise, Exposition personnelle Galleria Bevilacqua La Masa
- 1963 - Venise, 51e Exposition collective Galleria Bevilacqua La Masa
- 1964 - Venise, 52e Exposition collective Bevilacqua La Masa
- 1965 - Rome, IXe Exposition nationale quadriennale d'art
- 1965 - Venise, VIIIe Prix de Peinture Mestre
- 1965 - Venise, 53e Exposition collective Galleria Bevilacqua La Masa
- 1966 - Venise, Exposition de peintres vénitiens
- 1966 - Venise, IXe Prix de Peinture Mestre
- 1966 - Venise, Exposition collective Galleria "Contarini"
- 1967 - Padoue, Exposition personnelle Galleria "Il Sigillo"
- 1967 - Venise, Xe Prix de Peinture Mestre
- 1967 - Venise, Exposition personnelle Galleria Bevilacqua La Masa
- 1968 - Alexandrie, VIIe Biennale internationale de la Méditerranée
- 1968 - Vicence, Exposition personnelle Galleria "Al Cenacolo"
- 1970 - Venise, Exposition personnelle Fondation "Querini Stampalia"
- 1970 - Venise, Galleria La Toleta "Il Marengo d'Oro"
- 1971 - Bassano, Prix de Peinture Bassano Del Grappa
- 1971 - Venise, Exposition personnelle Galleria "Il Traghetto"
- 1971 - Venise, Exposition collective Mestre Galleria "Acquario"
- 1972 - Venise, Peintres vénitiens Hommage à Diego Valeri
- 1972 - Venise, Exposition personnelle Mestre Galleria "Acquario"
- 1973 - Venise, Jeunes des années 50 - Galleria d'Arte S. Vidal
- 1974 - Milan, Exposition nationale des arts figuratifs au Castello Sforzesco
- 1979 - Asolo, Prix de Peinture "Carlo Dalla Zorza"
- 1982 - Venise, Université des études - Institut des disciplines artistiques
- 1984 - Venise, Chronique 1947-1967 Galleria Bevilacqua La Masa
- 1989 - Venise, Exposition personnelle Galleria Il Traghetto
- 1998 - Venise, Exposition personnelle Hotel Bel Sito
- 2000 - Venise, Exposition personnelle Galleria Multigraphic

## Principaux prix et distinctions
- 1950 - Premier prix : Prix de Peinture de la ville de Gallarate
- 1951 - Premier prix : Prix Suzzara
- 1953 - Premier prix : Prix Burano
- 1956 - Premier prix : Prix Burano
- 1956 - Troisième prix : prix de la section peinture de la 44e exposition collective Fondazione Bevilacqua La Masa
- 1957 - Premier prix : Prix Suzzara
- 1960 - Deuxième prix : prix de la section peinture de la 48e exposition collective Fondazione Bevilacqua La Masa
- 1961 - Deuxième prix : prix de la section peinture de la 49e exposition collective Fondazione Bevilacqua La Masa
- 1962 - Premier prix : prix de la section peinture de la 50e exposition collective Fondazione Bevilacqua La Masa

## Œuvres dans les collections
- Amanti, huile sur toile, 75 × 100 cm, XXe siècle, A0355, Fondation des Musées Civiques de Venise - Ca' Pesaro, Galerie Internationale d'Art Moderne[16],[17] ;
- Dopo la catastrofe, huile sur toile, XXe siècle, 127 × 151 cm, BA0424, Fondation des Musées Civiques de Venise - Ca' Pesaro, Galerie Internationale d'Art Moderne[7] ;
- Il clown, huile sur toile, 72 × 72 cm, XXe siècle, BA0377, Fondation des Musées Civiques de Venise - Ca' Pesaro, Galerie Internationale d'Art Moderne[18],[6] ;
- Paesaggio, huile sur toile, 74 × 9 cm, XXe siècle, BA0531, Fondation des Musées Civiques de Venise - Ca' Pesaro, Galerie Internationale d'Art Moderne[19],[20] ;
- Paesaggio di Marghera, huile sur toile, 75 × 70 cm, XXe siècle, BA0156, Fondation des Musées Civiques de Venise - Ca' Pesaro, Galerie Internationale d'Art Moderne[5].